# Transandska železnica
Transandska železniška proga (špansko Ferrocarril Trasandino) je bila proga tirne širine 1000 mm (sistem Abt) in adhezijska železnica, ki je obratovala iz Mendoze v Argentini, preko planinskega območja Andov preko prehoda Uspallata, do Santa Rosa de Los Andes v Čilu, na razdalji 248 km. Železnica je od leta 1984 neaktivna in je bila delno razstavljena. Obstajajo pogovori o obnovi, vendar trenutno ni nobenih aktivnosti za kakršno koli obnovo.

## Zgodovina
Transandska železnica je bila prvič načrtovana leta 1854, vendar se je gradnja proge začela več let kasneje. Zgradila sta jo Juan in Mateo Clark, čilska brata britanskega porekla, uspešna podjetnika iz Valparaisa, ki sta leta 1871 zgradila prvo telegrafsko povezavo preko Andov, med Mendozo v Argentini in Santiagom v Čilu.
Leta 1874 jima je čilska vlada podelila koncesijo za izgradnjo železniške povezave. Zaradi finančnih težav, njihova družba, Ferrocarril Trasandino Clark, ni začela delati v Los Andesu do leta 1887. Odsek med Mendozo in Uspallato je bil odprt 22. februarja 1891 in se do 1. maja 1892 razširil do Rio Blanco, do Punta de Vacas 17. novembra 1893 in do Las Cuevas 22. aprila 1903. Na čilski strani je bil del od Santa Rosa de Los Andes do Hermanosa odprt leta 1906 in se razširil do Portilla februarja 1908. Celotna linija je bila prvič odprta za promet leta 1910.  Do takrat je družbo prevzelo britansko podjetje Transandine Railway Company v Argentini. 

## Tehnično oblikovanje
Linija je sledila približno stari poti, ki so jo popotniki in promet z mulami uporabljali preko Andov med Čilom in Argentino. Za železniško povezavo dveh držav so uporabili tirno širino 1676 mm in se povzpeli na višino skoraj 3200 metrov v Las Cuevasu, kjer je proga vstopila v predor Cumbre, dolg približno 3,2 km, na meddržavni meji. Na zadnjih 40 km proge na argentinskem delu do predora je bilo postavljenih devet delov zobate železnice dolžine od 1,2 km do 4,8 km  z največjim naklonom 5,88%. Na čilski strani je bilo sedem takih odsekov na samo 24 kilometrih, od katerih je bil en odsek dolg 16 km s povprečnim naklonom 7,69%. Odseki proge so bili zaščiteni s snegolovi in predori.
Na poti 291 prepustov v skupni dolžini 438 metrov in 39 mostov v skupni dolžini 1276 metrov. Poleg predora Cumbre je zaradi topografije še deset manjših predorov v skupni dolžini 533 metrov.
Železnica je uporabila prelaz Uspallata. Na vrhu približno 3.200 metrov je bila potrebna izgradnja predora Túnel de la Cumbre. Preboj je bil 27. novembra 1909. V njem poteka državna meja med Argentino in Čilom. 

## Obratovanje
Prvotno so za vleko uporabljali parno lokomotivo. Dve izmed njih sta v muzeju v Santiagu.  Leta 1927 je bila proga elektrificirana. Delovanje proge je bilo vedno težko zaradi visokogorskega podnebja. Včasih je morala biti pozimi več mesecev zaprta. Zaradi visokih investicijskih stroškov so bile cene uporabe približno desetkrat večje kot običajno. Vse to ni bilo ekonomsko uspešno. Leta 1934 je 124 kilometrov poti na argentinski strani uničil ledeni plaz, vendar je bila obnovljena. Leta 1948 je bil argentinskemu delu dodan kot del nacionalizacije železnic državnemu lastniku Ferrocarril General San Martín. Med političnimi napetostmi med Argentino in Čilom 1977/78 se je železniški promet ustavil. Leta 1979 je na progi kratek čas deloval še potniški promet. Preostali tovorni promet je bil večinoma prekinjen 3. avgusta 1984, potem ko je prišlo do plazov, ki so uničili čilski mejni prehod. Samo še ostanek na čilski strani med Los Andesom in nekaterimi rudniki bakra v Río Blancu so še opravljali tovorni promet. Do zgodnjih 1980-ih je bila cesta pozimi redno zaprta, tako da je bila železnica edina prometna pot v tej regiji preko Andov. Túnel de la Cumbre so v operativnih premorih vlaka v eni smeri uporabljala tudi cestna vozila. Promet je bil urejen s semaforji. To se dogaja še danes, ko je za cestni promet potrebna preusmeritev.

## Načrti za ponovni zagon
Za gradnjo nove železniške povezave je na začetku 21. stoletja veljala nova linija Zapala -  Lonquimay. Gradnja bi bila precej dražja od stroškov popravila obstoječe Transandske železnice.
Leta 2006 sta se vladi Argentine in Čila odločili za ponovni zagon železnice do leta 2010. Stroški so bili ocenjeni na 460 milijonov ameriških dolarjev. Nekatera dela so se začela leta 2008 na čilski strani, vendar so se kmalu ustavila.
Dne 21. avgusta 2009 sta prometna ministra obeh vpletenih držav podpisala sporazum, ki  namesto dosedanje železniške proge predvideva na nadmorski višini pod 2500 metrov gradnjo  23-kilometrskega transandskega baznega predora. Ocena stroškov je bila 3 milijarde dolarjev. Projekt ni bil očitno nikoli uradno določen in se zaenkrat ne bo realiziral.